# راجر اس. اچ. شولمن
راجر اس.اچ. شولمن (به انگلیسی: Roger S. H. Schulman) فیلم‌نامه‌نویس و تهیه‌کننده فیلم آمریکایی است. او نویسندگی مشترک فیلم پویانمایی شرک را برعهده داشت که برای آن برنده جایزه بفتا برای بهترین فیلم‌نامه اقتباسی و نامزد یک جایزه اسکار برای بهترین نویسندگی (فیلم‌نامه اقتباسی) شد.

## تحصیلات
شولمن اهل بروکلین، نیویورک است و از کالج بروکلین با مدرک زبان انگلیسی فارغ‌التحصیل شده است. او همچنین مدرک کارشناسی ارشد روزنامه‌نگاری خود را از مدرسه عالی روزنامه‌نگاری دانشگاه کلمبیا دریافت کرده است.

## فعالیت
او نویسنده مشترک فیلم پویانمایی بالتو برای تهیه‌کننده اجرایی استیون اسپیلبرگ بوده و همچنین فیلم‌نامه‌های مولان ۲ و کتاب جنگل ۲ را برای والت دیزنی پیکچرز نوشته است. او فیلم‌نامه یک فیلم پویانمایی بر اساس داستان واقعی دوستی یک لاک‌پشت با یک کره‌اسب آبی پس از سونامی ۲۰۰۴ را نیز نوشته، اما این فیلم هنوز ساخته نشده است. او همچنین نسخه‌ای ساخته‌نشده از سفر دریایی در جنگل را برای دیزنی نوشته بود که الهام‌گرفته از جاذبه‌ای در پارک تفریحی دیزنی بود و قرار بود با بازی تام هنکس و تیم آلن ساخته شود.
شولمن همچنین سابقه گسترده‌ای در تهیه‌کنندگی و نویسندگی برای تلویزیون دارد. او یکی از خالقان و تهیه‌کنندگان اجرایی مجموعه جوناس برای شبکه دیزنی بود که برای آن نامزد دریافت جایزه امی شد. او همچنین تهیه‌کننده اجرایی مجموعه فیل آینده در همان شبکه بود. شولمن مجموعه باهم را برای شبکه ام‌تی‌وی توسعه داد و تهیه‌کننده اجرایی آن بود؛ او همچنین تهیه‌کننده اجرایی مجموعه زندگی مجرد با بازی کویین لطیفه بود که برای آن برنده جایزه ایمیج ان‌ای‌ای‌سی‌پی شد. وی همچنین برای مجموعه‌های پارکر لوئیس نمی‌تواند ببازد و ای‌ال‌اف نویسندگی کرده است. علاوه بر این، او نویسنده مشترک قسمت آزمایشی اولیه مجموعه تلویزیونی برادران واینز و همچنین قسمت‌های آزمایشی دِ مادر لود، فِرِش من و فقط شانس من بوده است.